# Albé
Albé (deutsch Erlenbach, elsässisch Ärlebàch) ist eine französische Gemeinde mit 461 Einwohnern (Stand 1. Januar 2021) im Département Bas-Rhin in der Europäischen Gebietskörperschaft Elsass und in der Region Grand Est. Sie gehört zum Arrondissement Sélestat-Erstein und zum Kanton Mutzig.

## Geografie
Die Gemeinde Albé liegt in den Vogesen, zwei Kilometer nordöstlich von Villé am linken Ufer des Flusses Giessen. Der mit 901 m höchste Punkt im stark bewaldeten Gemeindegebiet ist der Ungersberg. Zu Albé gehört der Ortsteil Albéville.
Nachbargemeinden von Albé sind Le Hohwald im Norden, Andlau im Nordosten, Reichsfeld im Osten, Saint-Pierre-Bois im Südosten, Triembach-au-Val und Villé im Süden, Saint-Martin im Westen sowie Breitenbach im Nordwesten.

## Geschichte
Ab dem 13. Jahrhundert gehörte Erlebach dem Haus Habsburg.
Albé trägt seinen heutigen Namen seit 1867 bzw. erneut seit 1918.

## Wappen
Wappenbeschreibung: In Blau drei silberne Sparren.

## Bevölkerungsentwicklung
| Jahr                       | 1962 | 1968 | 1975 | 1982 | 1990 | 1999 | 2011 | 2021 |
| Einwohner                  | 501  | 501  | 439  | 457  | 439  | 457  | 470  | 461  |
| Quellen: Cassini und INSEE |      |      |      |      |      |      |      |      |

## Sehenswürdigkeiten
- Kirche St-Wendelin, erbaut im 18. Jahrhundert, Monument historique
- Rathaus (mairie), Rathaus (mairie)
- Kapelle der Jungfrau
- Fachwerkhäuser

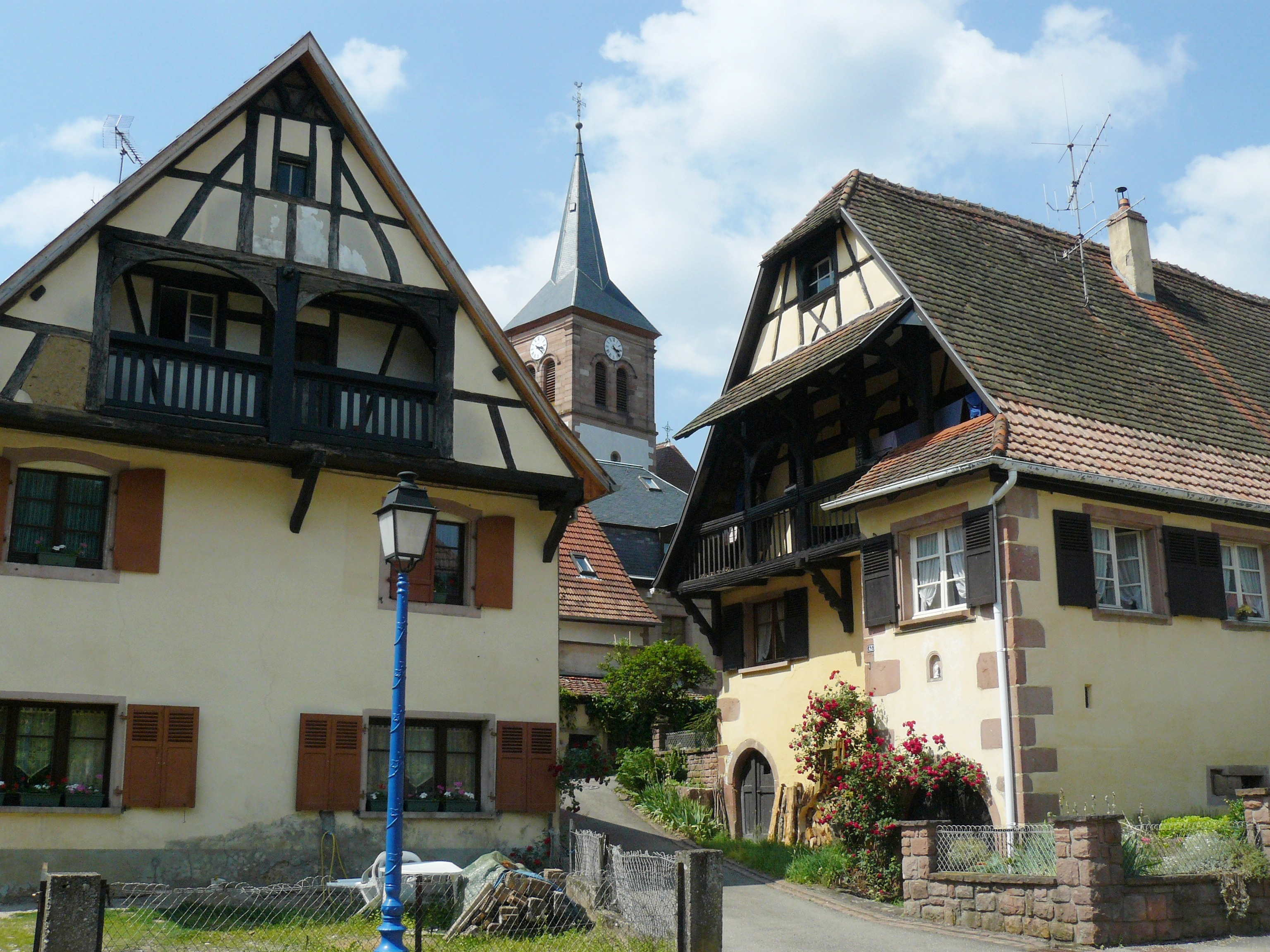
Dorfkern von Albé
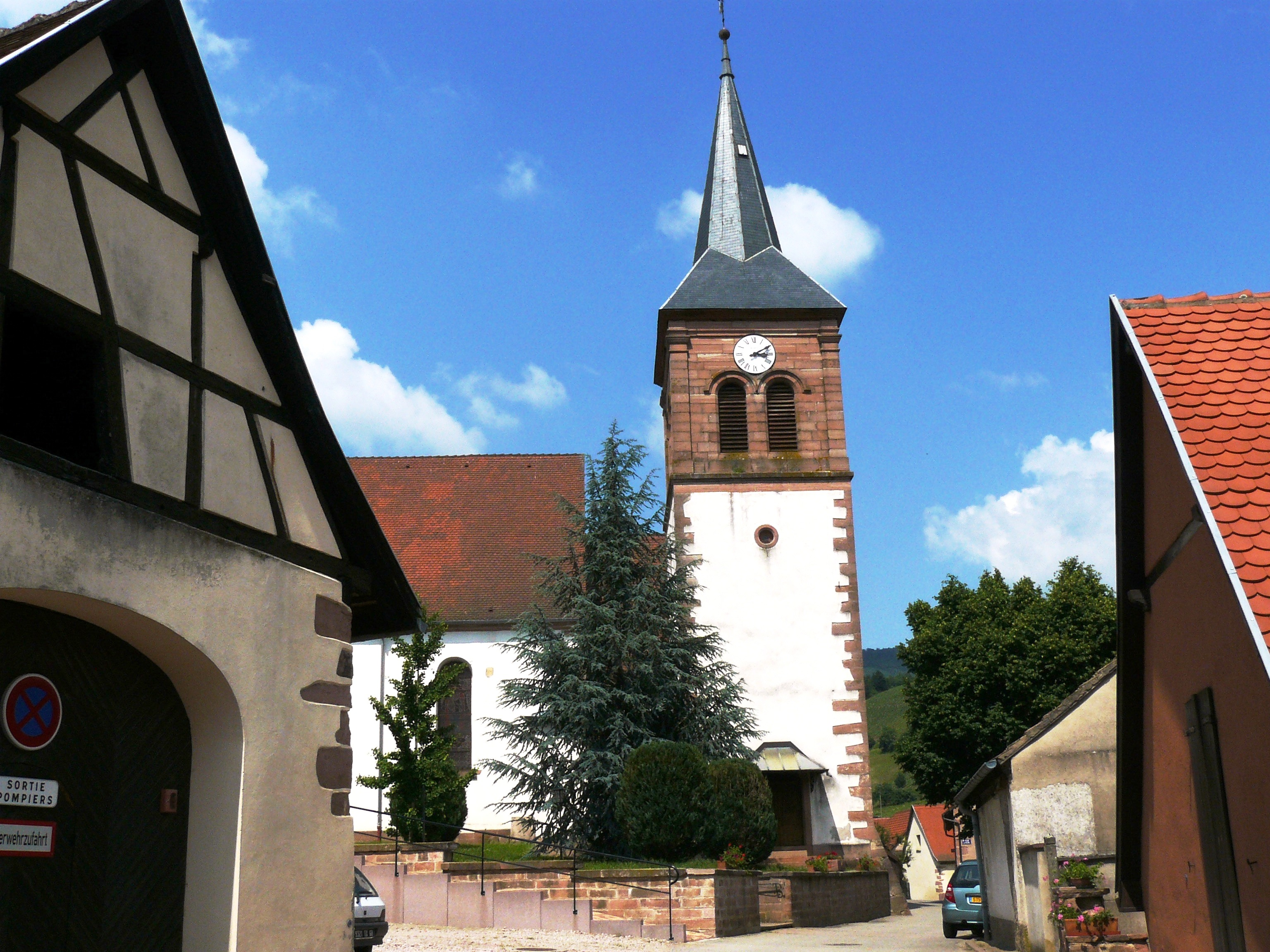
Kirche St.-Wendelin
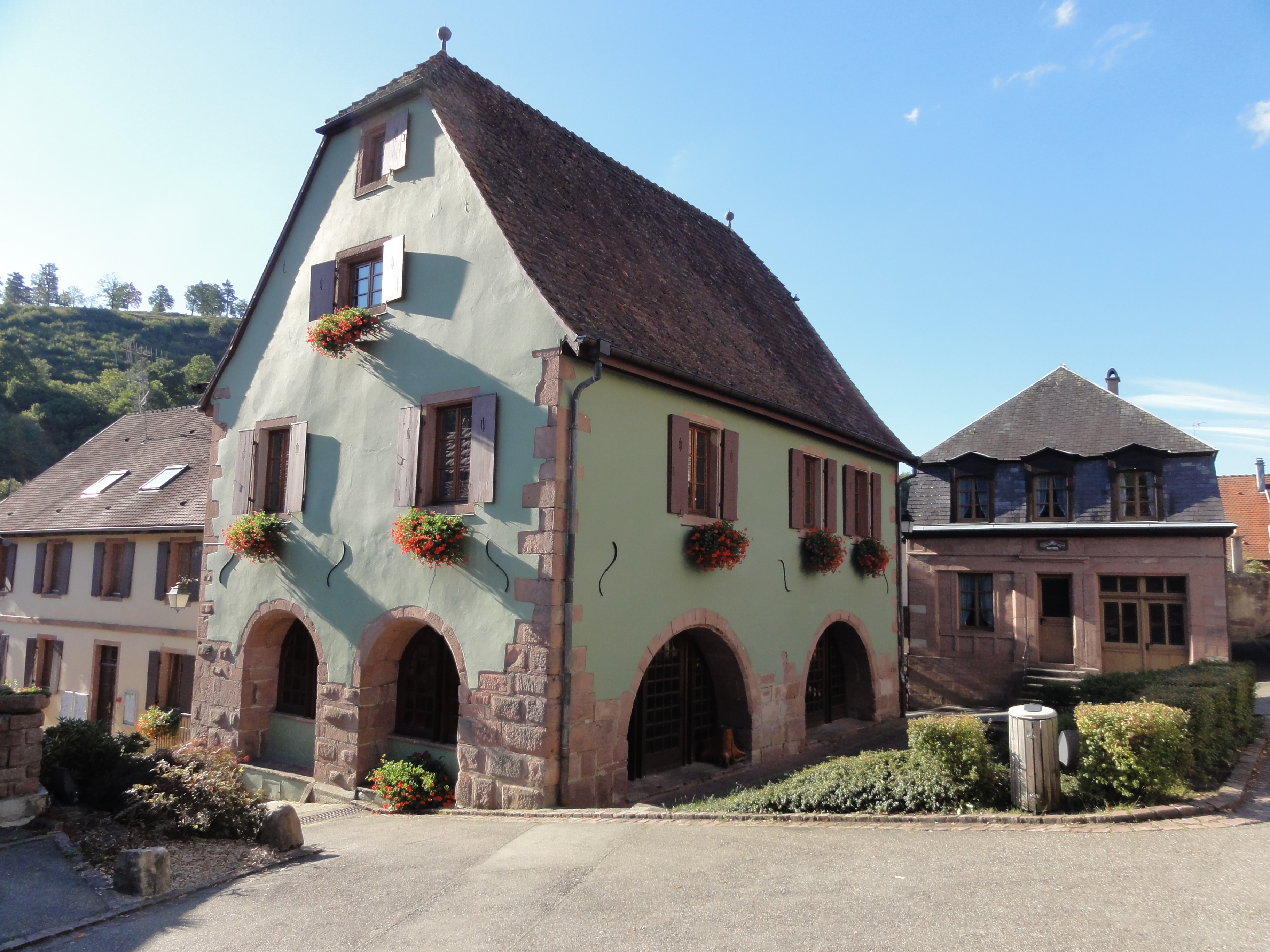
Rathaus (mairie)
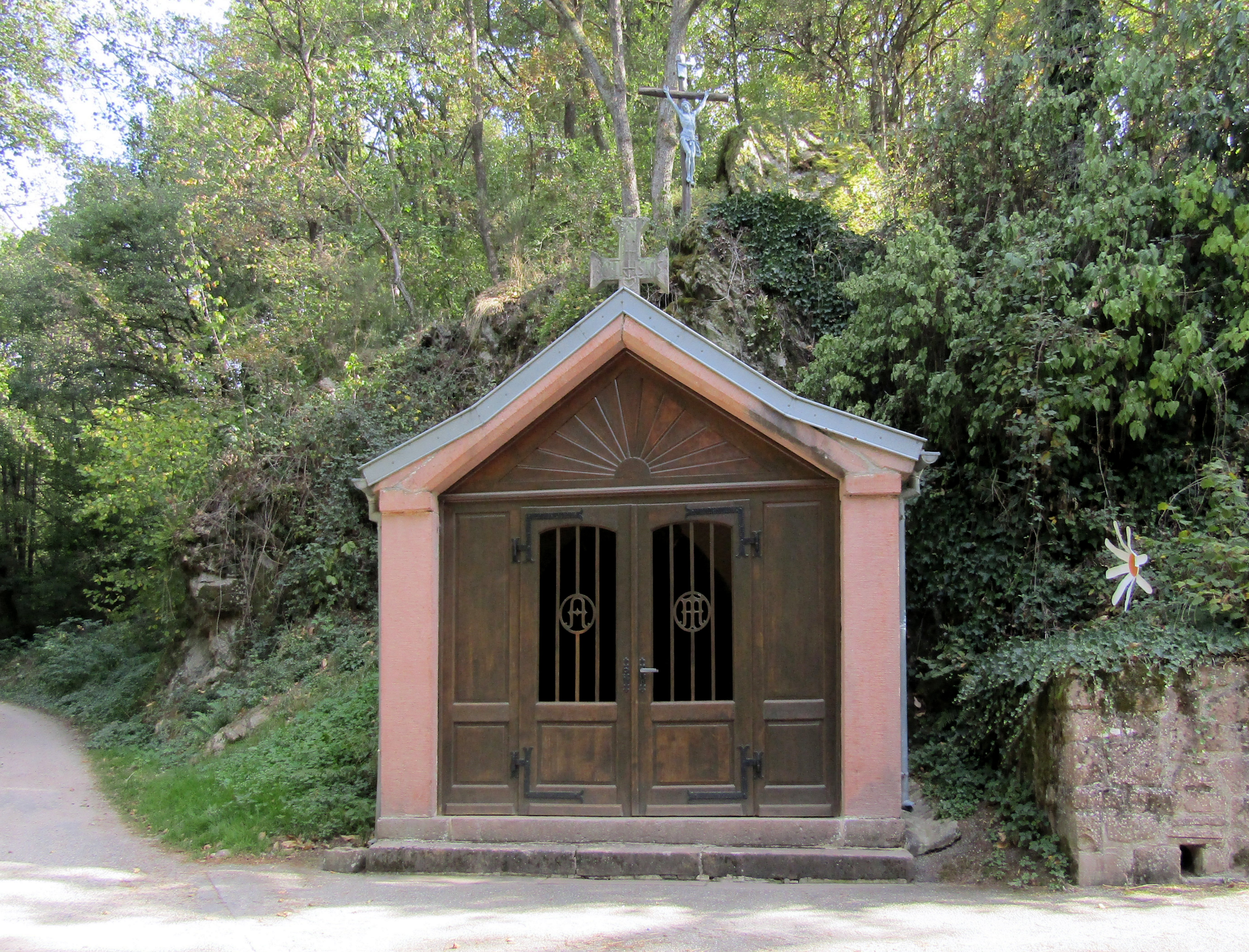
Kapelle der Jungfrau
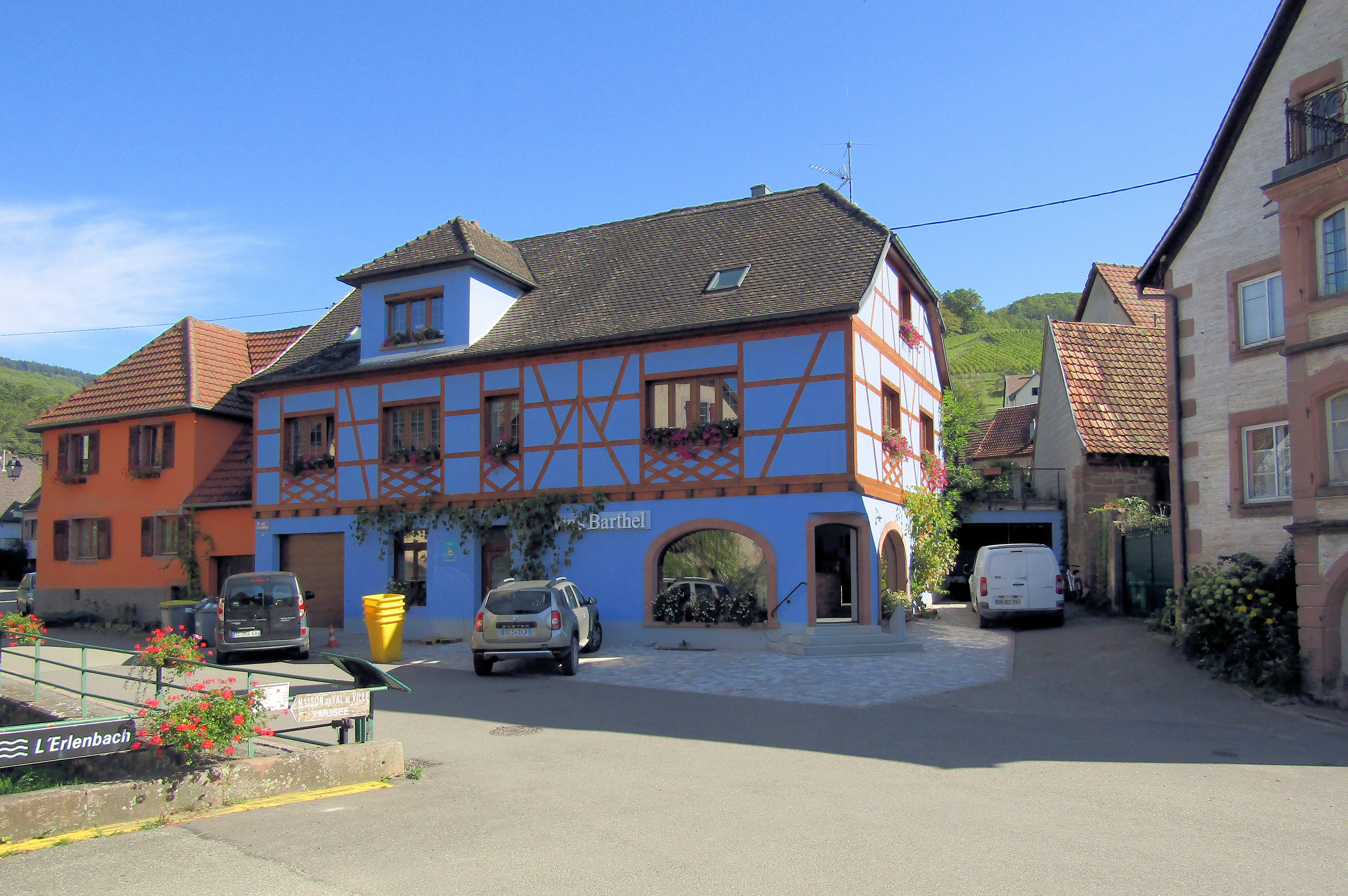
Weinstube „Barthel“